# 卡姆揚卡 (利維夫州)
49°0′48″N 23°34′41″E / 49.01333°N 23.57806°E

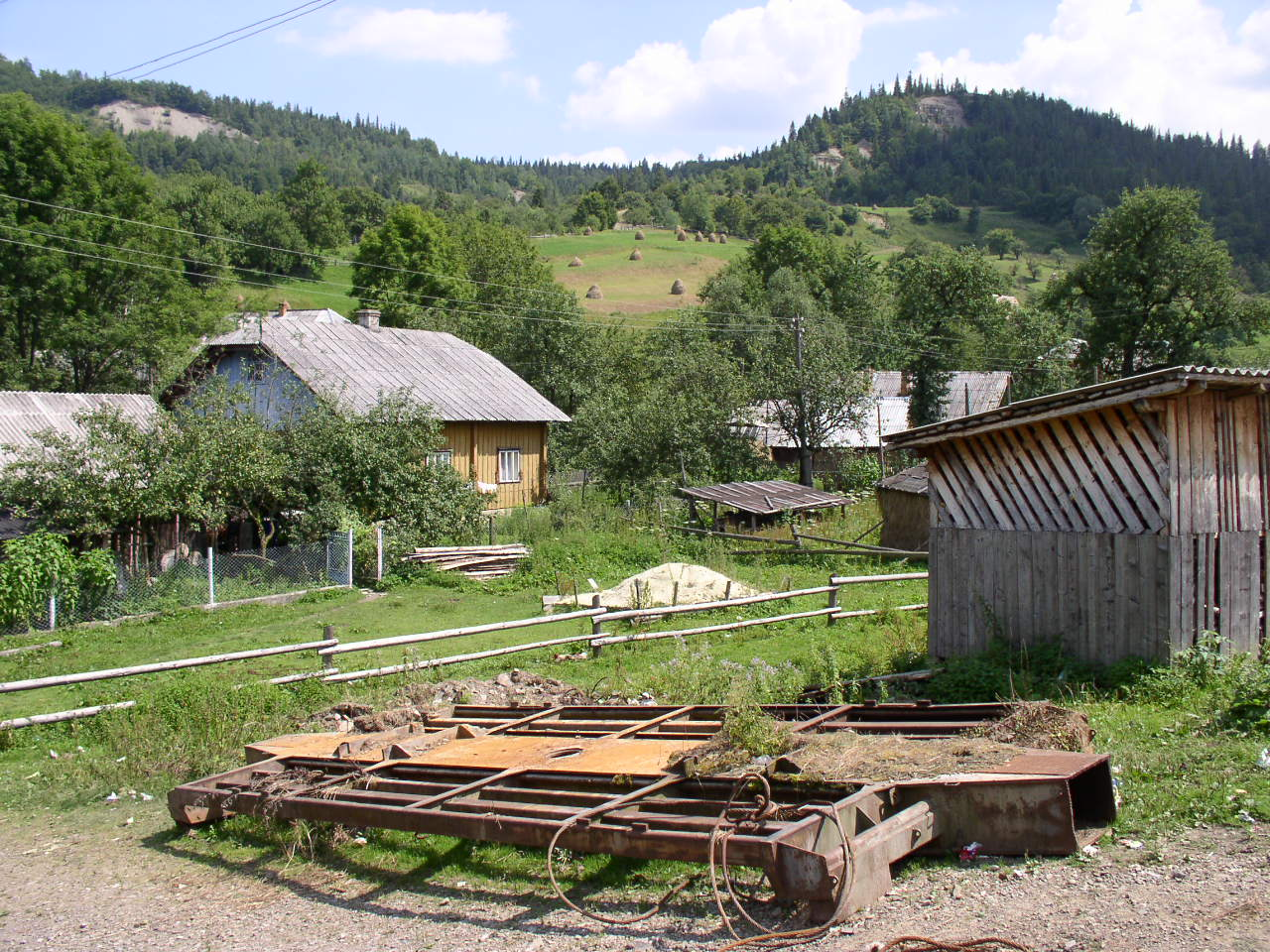

卡姆揚卡（烏克蘭語：Кам'янка）是位於烏克蘭西部的村莊，由利沃夫州斯特雷區的斯科萊市鎮負責管轄。該村處於卡姆揚卡河畔，始建於1774年，面積650平方公里，海拔高度601米，2022年人口400。